# Канинский сельсовет (Ненецкий автономный округ)
Ка́нинский сельсовет — административно-территориальная единица и муниципальное образование в Заполярном районе Ненецкого автономного округа. Административный центр — село Несь.

## География
Канинский сельсовет находится на Конушинском берегу на западе Заполярного муниципального района, на полуострове Канин Нос, занимая восточный берег Мезенской губы Белого моря. На севере граничит с Шоинским сельсоветом, на востоке — с Омским сельсоветом, на юге — с Мезенским городским поселением. Территория сельсовета относится к районам Крайнего Севера и характеризуется сложными природными условиями, суровым полярным климатом.

## История
Муниципальное образование «Канинский сельсовет» было образовано в 2005 году. В 2005 году Канинский сельсовет был включён в состав Заполярного района Ненецкого автономного округа.
До 1903 года Несь и все поселения на полуострове Канин Нос входили в состав Дорогорской волости Мезенского уезда Архангельской губернии, когда они выделились в самостоятельную Несскую волость с центром в селе Несь. С 1924 года село Несь было центром Канино-Чёшской самоедской волости Мезенского уезда, объединившей кочевое население Канинской и Тиманской тундр. Позднее Несь стала центром Несского сельсовета Мезенского района. В 1934 году Несский сельсовет с населёнными пунктами Мгла и Несь перешёл из Мезенского района Северного края в состав Ненецкого национального округа. В 1960-х годах к «неперспективным» была отнесена деревня Яжма, расположенная в устье реки Большая Яжма, в 35 км северо-западнее села Несь.

## Население
| 1999  | 2010  | 2011  | 2012  | 2013  | 2014  | 2015  | 2016  | 2017  |
| ----- | ----- | ----- | ----- | ----- | ----- | ----- | ----- | ----- |
| 1624  | ↘1487 | ↗1527 | ↘1427 | ↘1392 | ↘1357 | ↘1338 | ↘1329 | ↗1339 |
| 2018  | 2019  | 2020  | 2021  | 2023  |       |       |       |       |
| ↘1335 | ↘1324 | ↘1312 | ↗1327 | ↗1341 |       |       |       |       |

## Состав поселения
В состав Канинского поселения входят:
- село Несь
- деревня Чижа
- деревня Мгла